# La Ròca d'Òlmes
La Ròca d'Òlmes (francès Laroque-d'Olmes) és un municipi francès situat al departament de l'Arieja i a la regió d'Occitània.